# Чигорак (река)

Чигорак (овраг Медвежий, Баклуша) — река в России, протекает по территории Борисоглебского городского округа Воронежской области. Левый приток Вороны.

## География
Река берёт начало южнее посёлка Миролюбие. Течёт в западном направлении. Устье реки находится у села Чигорак в 17 км по левому берегу реки Ворона. Длина реки составляет 11 км, площадь водосборного бассейна 222 км².

## Данные водного реестра
По данным государственного водного реестра России относится к Донскому бассейновому округу, водохозяйственный участок реки — Ворона, речной подбассейн реки — Хопер. Речной бассейн реки — Дон (российская часть бассейна).
По данным геоинформационной системы водохозяйственного районирования территории РФ, подготовленной Федеральным агентством водных ресурсов:
- Код водного объекта в государственном водном реестре — 05010200212107000006946
- Код по гидрологической изученности (ГИ) — 107000694
- Код бассейна — 05.01.02.002
- Номер тома по ГИ — 07
- Выпуск по ГИ — 0